# David Nelson
David Oswald Nelson (Nova Iorque, 24 de outubro de 1936 - Century City, Califórnia, 11 de janeiro de 2011) foi um ator, diretor e produtor norte-americano.
Seu mais notório trabalho foi na série de TV As Aventuras de Ozzie e Harriet de 1952 a 1966.

## Filmografia

### Ator
- Here Come the Nelsons (1952)
- The Adventures of Ozzie and Harriet (320 episódios, 1952–1966)
- Peyton Place (1957)
- The Remarkable Mr. Pennypacker (1959)
- The Big Circus (1959)
- Day of the Outlaw (1959)
- -30- (1959)
- The Big Show (1961)
- Hondo (1 episode, 1967)
- Swing Out, Sweet Land (1970)
- The D.A. (1 episode, 1971)
- Smash-Up on Interstate 5 (1976)
- Up in Smoke (1978)
- The Love Boat (1 episode, 1978)
- High School U.S.A. (1983)
- A Family for Joe (1990)
- Cry-Baby (1990)

### Diretor
- The Adventures of Ozzie and Harriet (3 episódios)
- O.K. Crackerby! (Episódios desconhecidos)
- Childish Things (1969)
- Easy to Be Free (1973)
- Ozzie's Girls (1973)
- Death Screams (1982)
- Last Plane Out (1983)
- Goodnight, Beantown (1 episódio, 1984)
- A Rare Breed (1984)

### Produtor
- Ozzie's Girls (1973)
- Easy to Be Free (1973)
- Last Plane Out (1983)